# Parlamentswahlen in Niger 2004
Die Parlamentswahlen in Niger 2004 fanden am 4. Dezember 2004 statt. Gewählt wurden die 113 Abgeordneten der Nationalversammlung Nigers.

## Hintergrund
Die Parlamentswahlen fanden regulär zum Ende der fünfjährigen Legislaturperiode der Nationalversammlung statt. Der Wahltermin fiel mit jenem der Stichwahl der Präsidentschaftswahlen 2004 zusammen, der sich der amtierende Staatspräsident Mamadou Tandja (MNSD-Nassara) und der Oppositionsführer Mahamadou Issoufou (PNDS-Tarayya) stellten. Gegenüber den vorangegangenen Parlamentswahlen 1999 wurde die Anzahl der Sitze in der Nationalversammlung von 83 auf 113 erhöht, was mit dem starken Bevölkerungswachstum begründet wurde. Zu den zentralen Themen des Wahlkampfs zählten Bildung, Beschäftigung und das Gesundheitssystem.

## Wahlergebnisse
- MNSD-Nassara: 47
- PNDS-Tarayya und Verbündete: 25
- CDS-Rahama: 22
- RSD-Gaskiya: 7
- RDP-Jama’a: 6
- ANDP-Zaman Lahiya: 5
- PSDN-Alhéri: 1

Von 5.278.598 registrierten Wählern gingen 2.358.213 zu den Urnen. Dies entspricht einer Wahlbeteiligung von 44,7 %. Von den abgegebenen Stimmzetteln wurden 2.303.194 als gültig und 55.019 als ungültig gewertet.
| Partei | Stimmenanzahl | Stimmenanteil | Sitze |
| --- | ------------- | ------------- | ----- |
| Nationale Bewegung der Entwicklungsgesellschaft (MNSD-Nassara)                                                                                                  | 856.924       | 37,21 %       | 47    |
| Nigrische Partei für Demokratie und Sozialismus (PNDS-Tarayya) und Verbündete                                                                                   | 488.972       | 21,23 %       | 25    |
| (Nigrische Partei für Demokratie und Sozialismus (PNDS-Tarayya))                                                                                                | (307.914)     | (13,37 %)     | (17)  |
| (Nigrische Partei für Demokratie und Sozialismus (PNDS-Tarayya) / Nigrische Fortschrittspartei (PPN-RDA) / Nigrische Partei für Selbstverwaltung (PNA-Al’ouma)) | (61.997)      | (2,69 %)      | (4)   |
| (Nigrische Partei für Demokratie und Sozialismus (PNDS-Tarayya) / Nationale Union der Unabhängigen (UNI) / Union für Demokratie und Republik (UDR-Tabbat))      | (76,268)      | (3,31 %)      | (2)   |
| (Nigrische Partei für Demokratie und Sozialismus (PNDS-Tarayya) / Nigrische Fortschrittspartei (PPN-RDA))                                                       | (42.793)      | (1,86 %)      | (2)   |
| Demokratische und soziale Versammlung (CDS-Rahama) | 399.737       | 17,36 %       | 22    |
| Sozialdemokratisches Bündnis (RSD-Gaskiya) | 164.507       | 7,14 %        | 7     |
| Bündnis für Demokratie und Fortschritt (RDP-Jama’a) | 150.303       | 6,53 %        | 6     |
| Nigrische Allianz für Demokratie und Fortschritt (ANDP-Zaman Lahiya)                                                                                            | 125.243       | 5,44 %        | 5     |
| Nigrische Sozialdemokratische Partei (PSDN-Alhéri) | 29.905        | 1,30 %        | 1     |
| andere | 87.603        | 3,80 %        | –     |
| Gesamt | 2.303.194     | 100 %         | 113   |

## Folgen
Der bei den Präsidentschaftswahlen wiedergewählte Staatspräsident Mamadou Tandja konnte mit dem Wahlerfolg seiner Partei MNSD-Nassara und der mit jener verbündeten Parteien CDS-Rahama, RSD-Gaskiya, RDP-Jama’a, ANDP-Zaman Lahiya und PSDN-Alhéri auf eine breite parlamentarische Mehrheit bauen. Die Nationalversammlung wählte Mahamane Ousmane (CDS-Rahama) zum Parlamentspräsidenten. Ousmane hatte dieses Amt bereits seit 1999 ausgeübt.